# EuroVelo 14 – Közép-Európa vizei
Az EuroVelo 14 – Közép-Európa vizei (angolul: EuroVelo 14 - Waters of Central Europe) az EuroVelo európai kerékpárosútvonal-hálózat részét képező útvonal. A nyugat–keleti irányú útvonal Ausztria és Magyarország területét érinti. Tematikájának megfelelően számos vízhez kötődő helyszínt: folyóvölgyeket, tavakat, fürdőket érint.
Az útvonal 2020-ban, tizenhetedikként csatlakozott az EuroVelo hálózathoz, Zell am See és Velence között már kijelölt útvonalként. Ausztriában számos meglévő kerékpáros útvonalat köt össze és fűz fel, mint a Tauern-kerékpárút (Tauernradweg), az Enns-menti kerékpárút (Ennsradweg) és a Mura-menti kerékpárút (Murradweg), és érinti Graz városát, melynek központja az UNESCO Világörökség része. Magyarországi szakasza keresztezi az Őrségi Nemzeti Parkot, és a Balaton északi partján meglévő kerékpárutat. Második szakasza – Budapesten keresztül Debrecenig a tervek szerint a következő években valósulhat meg.

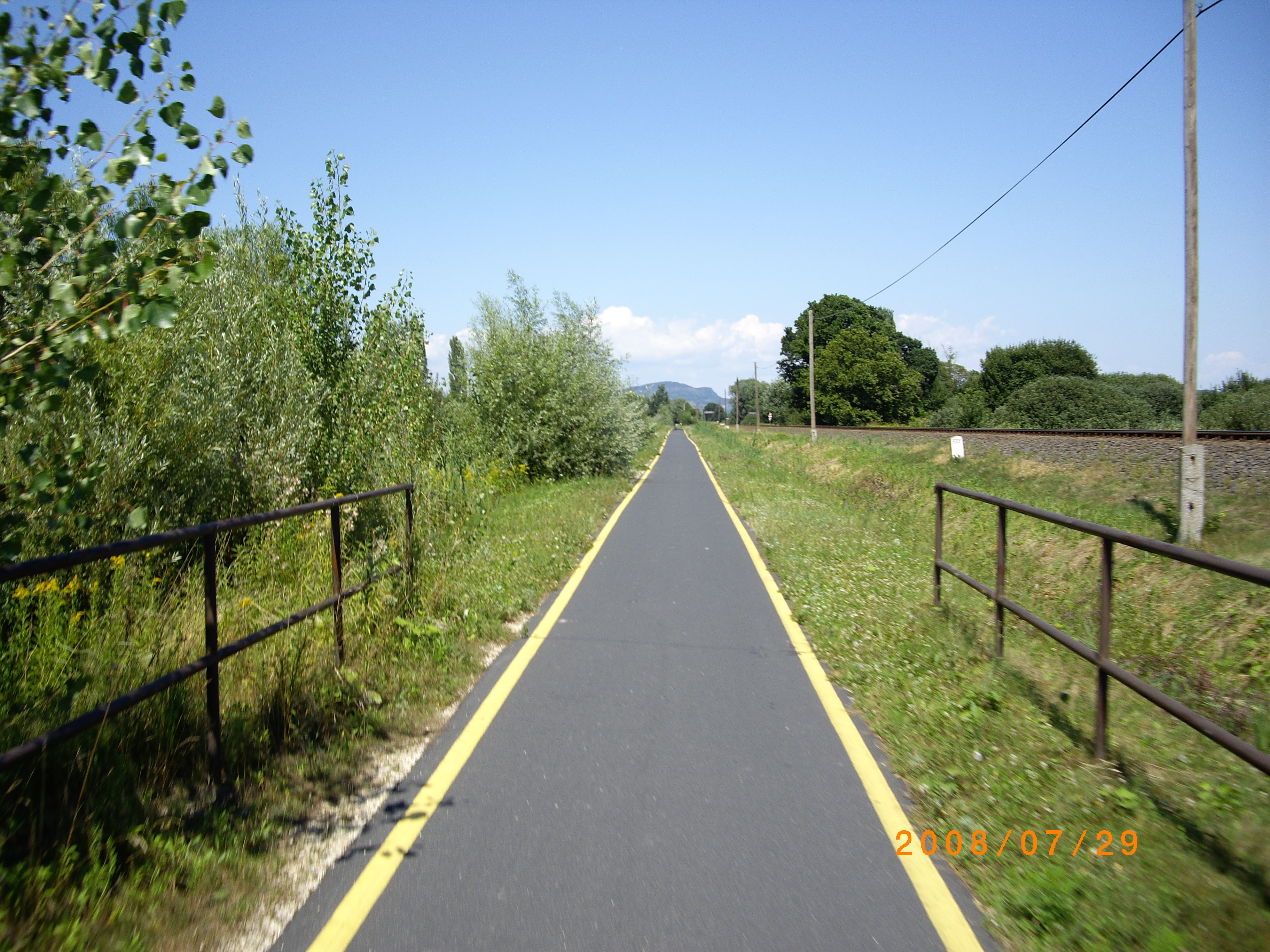
Az útvonal részlete a Balaton északi partján, Balatongyöröknél

## Útvonal
|  |  |  |

|  |  |  |

|  |  |  |

|  |  |  |

|  |  |  |

|  |  |  |

|  |  |  |

|  |  |  |

|  |  |  |

|  |  |  |

|  |  |  |

|  |  |  |

|  |  |  |

|  |  |  |

|  |  |  |

|  |  |  |

|  |  |  |

|  |  |  |

|  |  |  |

|  |  |  |

|  |  |  |

|  |  |  |

|  |  |  |

|  |  |  |

|  |  |  |

|  |  |  |

|  |  |  |

|  |  |  |

|  |  |  |

|  |  |  |

|  |  |  |

|  |  |  |

|  |  |  |

|  |  |  |

|  |  |  |

|  |  |  |

## Érintett országok
- Ausztria
- Magyarország